# عين السمسم
عين السمسم هي إحدى القرى المحتلة والمدمرة التابعة لمحافظة القنيطرة في هضبة الجولان بجنوب غرب سوريا.
قرية تتبع ناحية قرى مركز ومنطقة ومحافظة القنيطرة (347 ن – 463م) تقع في أرض بركانية منبسطة، تتحدر نحو الجنوب الغربي شمال وادي حواء وشرق وادي النعران على بعد (17) كم إلى الجنوب الغربي من مدينة القنيطرة، بني جزؤها الجنوبي الغربي على خربة قديمة. وجد في القرية بيوت قديمة ذات أقواس عليها كتابات قديمة وزخارف، بعضها على شكل أوراق نخيل، كما عثر على ساكف باب عليه نقش لرجل واقف بين أسد ولبوة ترضع شبلاً. وفي موقع الدهشة شمالي شرق القرية على بعد (250م) وجد ساكف باب عليه كتابة يونانية تحتها زخارف وأقواس وصلبان. يزرع سكانها الحبوب والبقول والذرة والسمسم بعلاً، والبطيخ والخضار ريّاً من مياه الينابيع المحلية ويربون الأبقار والأغنام والماعز، تشرب من مياه الينابيع التي تكثر فيها، ومن مياه قرية نعران المجاورة، تتبعها مزرعة دير الراهب.